# Porosty chronione w Polsce
Lista porostów objętych ochroną prawną w Polsce
Lista stanowi zestawienie gatunków porostów objętych ścisłą i częściową ochroną gatunkową w Polsce. Zestawienie obejmuje gatunki chronione na podstawie rozporządzenia Ministra Środowiska z dnia 9 października 2014 r. w sprawie ochrony gatunkowej grzybów.

## Gatunki objęte ochroną ścisłą
- biedronecznik Jeckera (Punctelia jeckeri)
- biedronecznik zmienny (Punctelia subrudecta)
- błyskotka brodawkowata (Fulgensia bracteata)
- błyskotka jasna (Fulgensia fulgens)
- brodaczka biczykowata (Usnea flagellata)
- brodaczka bruzdkowana (Usnea foveata)
- brodaczka buczynowa (Usnea faginea)
- brodaczka dziobata (Usnea scrobiculata)
- brodaczka dziwna (Usnea fascinata)
- brodaczka estońska (Usnea esthonica)
- brodaczka gładka (Usnea chaetophora)
- brodaczka górska (Usnea montana)
- brodaczka grabowa (Usnea carpinea)
- brodaczka haczykowata (Usnea uncinulata)
- brodaczka jamkowata (Usnea cavernosa)
- brodaczka kaukaska (Usnea caucasica)
- brodaczka kosmata (Usnea hirtella)
- brodaczka leśna (Usnea sylvatica)
- brodaczka łysiejąca (Usnea glabrata)
- brodaczka maderska (Usnea madeirensis)
- brodaczka marszczona (Usnea rugulosa)
- brodaczka miotlasta (Usnea distincta)
- brodaczka Motyki (Usnea motykana)
- brodaczka nadobna (Usnea florida)
- brodaczka najdłuższa (Usnea longissima)
- brodaczka niezwykła (Usnea monstruosa)
- brodaczka ostra (Usnea muricata)
- brodaczka rogowata (Usnea ceratina)
- brodaczka rozpierzchła (Usnea fulvoreagens)
- brodaczka sina (Usnea glauca)
- brodaczka sinawa (Usnea glaucescens)
- brodaczka sitowa (Usnea perplectans)
- brodaczka skalna (Usnea diplotypus)
- brodaczka smukła (Usnea sublaxa)
- brodaczka sorediowa (Usnea lapponica)
- brodaczka spleciona (Usnea plicata)
- brodaczka subtelna (Usnea fragillescens)
- brodaczka szczelinowata (Usnea glabrescens)
- brodaczka szmaragdowa (Usnea smaragdina)
- brodaczka szorstka (Usnea scabrata)
- brodaczka sztywna (Usnea rigida)
- brodaczka szydłowata (Usnea cornuta)
- brodaczka śląska (Usnea silesiaca)
- brodaczka trocinowata (Usnea scabriuscula)
- brodaczka Wasmutha (Usnea wasmuthii)
- brodaczka właściwa (Usnea barbata)
- brodaczka włosowata (Usnea capillaris)
- brodaczka wybielona (Usnea leucosticta)
- brodaczka wyciągnięta (Usnea extensa)
- brodaczka wyprostowana (Usnea prostrata)
- brodaczka zachodnia (Usnea dasaea)
- brodaczka zaniedbana (Usnea neglecta)
- brodaczka zbita (Usnea compacta)
- chrobotek alpejski (Cladonia stellaris)
- chrobotek czarniawy (Cladonia stygia)
- chrobotek zgrubiały (Cladonia incrassata)
- chróścik drobny (Stereocaulon nanodes)
- chróścik główkowaty (Stereocaulon pileatum)
- chróścik kalafiorowaty (Stereocaulon botryosum)
- chróścik kępkowy (Stereocaulon evolutum)
- chróścik koralowaty (Stereocaulon subcoralloides)
- chróścik orzęsiony (Stereocaulon tomentosum)
- chróścik palczasty (Stereocaulon dactylophyllum)
- chróścik pasterski (Stereocaulon paschale)
- chróścik skalny (Stereocaulon saxatile)
- chróścik tasiemcowaty (Stereocaulon taeniarum)
- czasznik modrozielony (Icmadophila ericetorum)
- dołczanka gąbczasta (Solorina spongiosa)
- dołczanka torbiasta (Solorina saccata)
- galaretnica czarniawa (Collema nigrescens)
- galaretnica sztywna (Collema flaccidum)
- granicznik płucnik (Lobaria pulmonaria)
- granicznik tarczownicowy (Lobaria scrobiculata)
- granicznik tarczowy (Lobaria amplissima)
- jaskrawiec morski (Caloplaca marina)
- karlinka brodawkowata (Pycnothelia papillaria)
- kobiernik Arnolda (Parmotrema arnoldii)
- kobiernik orzęsiony (Parmotrema perlatum)
- kobiernik postrzępiony (Parmotrema crinitum)
- kobiernik wybredny (Parmotrema stuppeum)
- kruszownica niezwykła (Umbilicaria dendrophora)
- łusecznica koralkowata (Parmeliella triptophylla)
- łuszczak zwodniczy (Psora decipiens)
- mąkla odmienna (Evernia mesomorpha)
- mąkla rozłożysta (Evernia divaricata)
- muszlik nadobny (Normandina pulchella)
- nibypłucnik Chicity (Cetrelia chicitae)
- nibypłucnik dyskretny (Cetrelia cetrarioides)
- nibypłucnik klasztorny (Cetrelia monachorum)
- nibypłucnik wątpliwy (Cetrelia olivetorum)
- obielec rozetowy (Squamarina lentigera)
- obrostnica rzęsowata (Anaptychia ciliaris)
- odnożyca bałtycka (Ramalina baltica)
- odnożyca jesionowa (Ramalina fraxinea)
- odnożyca kępkowa (Ramalina fastigiata)
- odnożyca Motyki (Ramalina motykana)
- odnożyca murawkowata (Ramalina capitata)
- odnożyca pośrednia (Ramalina intermedia)
- odnożyca rynienkowata (Ramalina calicaris)
- odnożyca tępa (Ramalina obtusata)
- odnożyca włosowata (Ramalina thrausta)
- oskrzelka niwalna (Flavocetraria nivalis)
- pakość galaretowata (Leptogium cyanescens)
- pakość pilśniowata (Leptogium saturninum)
- pawężnica brodawkowata (Peltigera aphthosa)
- pawężnica Degena (Peltigera degenii)
- pawężnica Elżbiety (Peltigera elisabethae)
- pawężnica forteczna (Peltigera monticola)
- pawężnica jabłkowata (Peltigera malacea)
- pawężnica łuseczkowata (Peltigera praetextata)
- pawężnica Neckera (Peltigera neckeri)
- pawężnica pagórkowa (Peltigera collina)
- pawężnica pergaminowa (Peltigera membranacea)
- pawężnica rozłożysta (Peltigera horizontalis)
- pawężnica sałatowa (Peltigera hymenina)
- pawężnica tarczkowata (Peltigera lepidophora)
- pawężnica węgierska (Peltigera ponojensis)
- pawężnica żeberkowata (Peltigera venosa)
- pawężnica żyłkowana (Peltigera leucophlebia)
- pawężniczka gładka (Nephroma bellum)
- pawężniczka odwrócona (Nephroma resupinatum)
- pawężniczka sorediowa (Nephroma parile)
- pawężnik Laurera (Tuckneraria laureri)
- pęcherzyca nadobna (Lasallia pustulata)
- płucnica płotowa (Cetraria sepincola)
- podgranicznik leśny (Sticta sylvatica)
- podgranicznik ponury (Sticta fuliginosa)
- przylepka oddzielona (Melanelia disjuncta)
- przylepka sorediowa (Melanelia sorediata)
- przylepka wątrobiasta (Melanelia hepatizon)
- przylepka żałobna (Melanelia stygia)
- przylepniczka listeczkowata (Melanohalea laciniatula)
- przylepniczka oliwkowa (Melanohalea olivacea)
- przylepniczka szorstka (Melanohalea exasperata)
- przylepniczka wytworna (Melanohalea elegantula)
- przystrumycznik dziwlikowy (Hypotrachyna afrorevoluta)
- przystrumycznik pustułkowy (Hypotrachyna revoluta)
- puchlinka ząbkowana (Thelotrema lepadinum)
- pustułka Bittera (Hypogymnia bitteri)
- pustułka brunatniejąca (Hypogymnia austerodes)
- pustułka oprószona (Hypogymnia farinacea)
- pustułka rozdęta (Hypogymnia vittata)
- strzępiec obrębiasty (Pannaria conoplea)
- szarzynka brodawkowata (Parmelina pastillifera)
- szarzynka dębowa (Parmelina quercina)
- szarzynka skórzasta (Parmelina tiliacea)
- tapetka pokrzywiona (Arctoparmelia incurva)
- tarczownica pogięta (Parmelia submontana)
- tarczownica ścienna (Parmelia omphalodes)
- tarczynka dziurkowana (Menegazzia terebrata)
- turzynka okazała (Heterodermia speciosa)
- włostka ciemniejsza (Bryoria subcana)
- włostka cieniutka (Bryoria capilaris)
- włostka delikatna (Bryoria haynaldii)
- włostka dwubarwna (Bryoria bicolor)
- włostka gniazdowa (Bryoria furcellata)
- włostka grzywiasta (Bryoria jubata)
- włostka karpacka (Bryoria carpatica)
- włostka Katarzyny (Bryoria catharinae)
- włostka kędzierzawa (Bryoria crispa)
- włostka Kummerlego (Bryoria kummerleana)
- włostka Motyki (Bryoria motykana)
- włostka Nadvornika (Bryoria nadvornikiana)
- włostka osobliwa (Bryoria mirabilis )
- włostka pogięta (Bryoria flexuosa)
- włostka Smitha (Bryoria smithii)
- włostka spleciona (Bryoria implexa)
- włostka Tatarkiewicza (Bryoria tatarkiewiczii)
- włostka Wranga (Bryoria vrangiana)
- włostka wydłużona (Bryoria prolixa)
- włostka Zofii (Bryoria sophiae)
- zeżyca seledynowa (Flavopunctelia flaventior)
- złociszek jaskrawy (Chrysothrix candelaris)
- żełuczka brodawkowata (Xanthoparmelia verruculifera)
- żełuczka Delisa (Xanthoparmelia delisei)
- żełuczka drobna (Xanthoparmelia pulla)
- żełuczka Mougeota (Xanthoparmelia mougeotii)
- żyłecznik zwisający (Alectoria sarmentosa)

## Gatunki objęte ochroną częściową
- brązowniczka zielonawa (Tuckermannopsis chlorophylla)
- brodaczka kępkowa (Usnea hirta)
- brodaczka zwyczajna (Usnea dasypoga)
- chrobotek leśny (Cladonia arbuscula)
- chrobotek najeżony (Cladonia portentosa)
- chrobotek reniferowy (Cladonia rangiferina)
- chrobotek smukły (Cladonia ciliata)
- chróścik inkrustowany (Stereocaulon incrustatum)
- chróścik karłowaty (Stereocaulon condensatum)
- chróścik obnażony (Stereocaulon vesuvianum)
- obierek wątrobiasty (Placidium squamulosum)
- odnożyca mączysta (Ramalina farinacea)
- odnożyca opylona (Ramalina pollinaria)
- pawężnica palczasta (Peltigera polydactylon)
- pawężnica psia (Peltigera canina)
- płaskotka reglowa (Parmeliopsis hyperopta)
- płucnica darenkowa (Cetraria muricata)
- płucnica islandzka (Cetraria islandica)
- płucnica kędzierzawa (Cetraria ericetorum)
- popielak pylasty (Imshaugia aleurites)
- przylepnik złotawy (Melanelixia subaurifera)
- pustułka rurkowata (Hypogymnia tubulosa)
- wabnica kielichowata (Pleurosticta acetabulum)
- włostka brązowa (Bryoria fuscescens)
- złotlinka jaskrawa (Vulpicida pinastri)
- żełuczka zmienna (Xanthoparmelia stenophylla)
- żółtlica chropowata (Flavoparmelia caperata)